# رؤوفين ريفلين
رؤوفين ريفلين (بالعبرية: ראובן ריבלין)(ولد في9 سبتمبر 1939)، سياسي ومحامي إسرائيلي شغل منصب الرئيس العاشر لإسرائيل بين عامي 2014 و2021. وهو عضو في حزب الليكود. شغل ريفلين منصب وزير الاتصالات من 2001 إلى 2003، ثم شغل منصب رئيس الكنيست من 2003 إلى 2006 ومن 2009 إلى 2013. في 10 يونيو 2014 انتخب رئيسًا لإسرائيل وانتهت ولايته في 7 يوليو 2021.
ينادي ريفلين بإسرائيل الكبرى التي من شأنها أن تحتضن جميع الناس وتعطي فلسطيني الضفة الغربية وقطاع غزة الجنسية الإسرائيلية الكاملة. كما أنه مؤيد قوي لحقوق الأقليات وخاصة بالنسبة لعرب إسرائيل. ويؤيد حل الدولة الواحدة للصراع الإسرائيلي الفلسطيني.

## حياته العملية
بدأ مسيرته السياسية عام 1988 في حزب الليكود اليميني، حيث انتخب نائباً في البرلمان. وأصبح رئيساً للكنيست فيما بعد مرتين بين عامي 2003 و2006 وما بين 2009 و2013.

## رؤيته للاستيطان
بعتبر الضفة الغربية تندرج ضمن «أرض إسرائيل» وأن الاستيطان فيها «حق للشعب اليهودي». بيّن ذلك لدى اجتماعه في القدس المحتلة 24 آب/أغسطس 2015 مع رؤساء بلديات المستوطنات في الضفة الغربية إن «الاستيطان في أرض (إسرائيل) يمثل حق الشعب اليهودي في أرض أبائه وأجداده». وأكد رفلين على الالتزام الإسرائيلي بمحاربة موجة «الإرهاب» التي يتعرض له المستوطنين خلال الأشهر الأخيرة.
وأضاف أن السلطات المختصة «لن تسمح لأي كان بعرقلة مجرى الحياة الاعتيادية» في الضفة الغربية، مبيناً مع ذلك «وجوب احترام القانون والتصرف من منطلق المسؤولية والقيم الأخلاقية».
يشار إلى أن الاستيطان الإسرائيلي في الضفة الغربية تضاعف عشرات المرات منذ انطلاق مسيرة مفاوضات التسوية بين السلطة الفلسطينية والكيان الإسرائيلي وظل أبرز ملفات الخلاف فيها دون أن يتم وقفه.

## انتخابات الرئاسة الإسرائيلية 2014
ترشح في انتخابات الرئاسة الإسرائيلية عام 2014، واُنتخب رئيساً لإسرائيل في 10 يونيو 2014 وقد استلم مهامه في 27 يوليو خلفاً لشمعون بيريز. ليصبح الرئيس العاشر لإسرائيل.

## روابط خارجية
- رؤوفين ريفلين على موقع مونزينجر (الألمانية)